# Wingin' It
Wingin' It è una serie televisiva canadese prodotta da Temple Street Productions in associazione con Family Channel.
Ha come protagonisti gli attori Dylan Everett e Demetrius Joyette. È stata lanciata sul canale Disney XD il 1º giugno 2011. Il suo nome di origine era "Angel on Campus".
È stata confermata una terza stagione il 13 giugno 2011, di altri dieci episodi.

## Personaggi e interpreti

### Principali
- Dylan Everett interpreta Carl Montclaire - Carl non è particolarmente popolare e molto sfortunato. Ma con l'aiuto di Porter diventa più apprezzato vincendo un torneo di basket, protagonista nel gioco della scuola, tra le altre cose. Come ogni ragazzo dritto adolescente Carl è interessato alle ragazze, e nella prima serie ha una cotta per la bella ma poco intelligente Brittany, ma con il tempo si innamorerà di Jane, di Denise, ma infine si metterà con Jane.
- Demetrius Joyette interpreta Porter Jackson - Porter si vanta di poter fare di qualsiasi ragazzo un popolare, ma in Carl Montclaire sembra che possa aver incontrato la sua sfida. Tuttavia, grazie a lui, Carl aumenta la propria popolarità, anche se non è ancora diventato abbastanza popolare perché Porter riceva le sue ali d'angelo.
- Brittany Adams interpreta Jane Casey - Jane è la ragazza più intelligente di tutta la scuola. È sempre alla ricerca di un nuovo club per unirsi, tra cui il giornale della scuola. Scrive e interpreta la recita scolastica (nella quale bacia Carl) nella prima stagione. Nella seconda si innamora di Porter ma nella terza capisce di amare Carl e si fidanza con lui.
- Brian Alexander White interpreta Alex Orazio P. Rodriguez - È il miglior amico di Carl e Jane. Raramente ha un ruolo importante negli episodi e tende ad essere lì per valori solo comici.
- Hannah Lochner interpreta Brittany Hanson - Brittany è famosa nella scuola per la bellezza. Anche se aspira ad essere una cantante famosa, è senza talento in quel ruolo e in realtà è più adatta alla recitazione.
- Sebastian Hearn interpreta Serge Delvecchio - Originariamente bullo, Serge diventa più come un amico per Carl. È il miglior atleta della scuola.
- Wayne Thomas Yorke interpreta il dr. Cassabi - Spacciandosi per il consulente della Bennett High School, il dottor Cassabi è in realtà il supervisore degli angeli tirocinanti. Assiste Porter, e poi Denise, quando le cose vanno male.
- Kendra Timmins interpreta Denise - Denise, apparsa nell'episodio omonimo della seconda stagione ed anch'essa angelo, è la controparte femminile di Porter. Era una ragazza angelo tirocinante del 1400 che, stanca di uno stupido spettacolo di burattini, si trasformò nel procione dello show (Dennis) con una complicata magia d'insediamento difficile da annullare. Si mette con Carl ma questi si lasciano perché un angelo non può stare con un umano, anche se lei continua a provare qualcosa per Carl anche dopo la loro rottura. Nell'ultimo episodio della terza stagione le viene assegnata Brittany come incarico di AT.

### Ricorrenti
- Jenn Robertson interpreta Angela Montclaire - Mamma di Carl.
- Jamie Bloch interpreta Becky Montclaire - Sorella di Carl.
- Caitilin Piotrowski e Katrina Mahoney sono le sorelle Listern - compagne di classe di Carl, sono un duo sinistro e misterioso, in quanto non parlano mai. Nell'ultimo episodio si rivelano essere angeli mandati sulla terra per controllare Porter e poi Denise.
- Matt Ficner e Mike Peterson sono Dennis - è una marionetta, l'aiutante procione del dr. Cassabi, poi trasformatosi in Denise
- Steven Morel interpreta il preside Malone - è il preside della Bennett High School, adora suonare l'ukulele, e vorrebbe disperatamente un'auto.
- Emma Gibbs interpreta Melissa - studente della Bennett, è servizievole e inizia ad uscire con Serge nella terza stagione
- Naomi Snieckus interpreta Mildred Stern - burocrate dei Piani Alti.
- Scott Thompson interpreta l'agente 45 - "poliziotto" dei Piani Alti.
- Jennifer Parsons interpreta la professoressa Lennox - professoressa di Inglese e del corso di Teatro, possiede poteri telepatici.
- Denis Akiyama interpreta il professor Nakamora - professore di Matematica.
- Pat McKenna interpreta il professor Telson - professore di Storia, è eternamente arrabbiato e non ha preferenze sugli studenti, perché dice di "odiare tutti allo stesso modo".
- Matta Baran interpreta il professor Dolby - professore di scienze.
- Eugene Clark interpreta il coach Heinrich - professore di educazione fisica.

## Produzione
La serie è stata prodotta da Temple Street Productions in associazione con Family Channel. La prima stagione è stata filmata a metà del 2009 e finita in tardo ottobre. Sono stati prodotti 13 episodi da 25 minuti ciascuno per la prima stagione. La première della seconda stagione è stata mandata in onda nel gennaio 2011 su Family Channel. La canzone della sigla è stata cantata dal gruppo musicale canadese Stereos e presenta il cast principale nel video. Le riprese della seconda stagione sono cominciate il 5 luglio 2010 a North York, Ontario. La seconda stagione è stata divisa in due parti, la 2.1 e la 2.2. In un comunicato stampa Family ha affermato che nuovi episodi inizieranno ad essere girati il 24 settembre 2012. La terza stagione è partita nel gennaio 2012. È in onda attualmente su CBBC.

## Episodi
| Stagione         | Episodi | Prima TV Canada | Prima TV Italia |
| ---------------- | ------- | --------------- | --------------- |
| Prima stagione   | 13      | 2010            | 2011            |
| Seconda stagione | 28      | 2011-2012       | 2011-2012       |
| Terza stagione   | 10      | 2012            | 2012            |

## Trasmissione nel mondo
- Italia: Disney Channel - Dal 12 settembre 2011, dal lunedì al venerdì alle 18.15.
- Germania (col nome Highschool Halleluja): Nickelodeon - Dal 2 maggio 2011 al 18 maggio 2011 (solo stag. 1).
- Canada: Family Channel e Disney XD: Trasmesse tutte le stagioni, dal 3 aprile 2010.
- Turchia: Kidz TV: dall'ottobre 2012

## Pubblicazioni Digitali e in DVD
La prima stagione è stata pubblicata su DVD in Canada il 9 agosto 2011. La prima parte della seconda stagione è stata pubblicata il 21 febbraio 2012. Su iTunes Canada, la prima stagione e la stagione 2.1 di Wingin' It sono state pubblicate in HD e in definizione standard.